# Будівельник (стадіон, Солігорськ)
Стадіо́н «Будіве́льник» (біл. Стадыён «Будаўнік») — багатофункціональний стадіон у місті Солігорськ, Білорусь, домашня арена ФК «Шахтар» (Солігорськ).
Стадіон відкритий 1973 року як спортивна арена будівельного тресту № 3. Тоді стадіон мав одну трибуну на 1000 глядачів і одноповерхову дерев'яну будівлю. У 2006 році було проведено реконструкцію стадіону. Був надбудований ще один поверх, над єдиною трибуною був зведений дах. Місткість збільшилася до 4200 осіб. 2009 року на арені з'явилися освітлювальні щогли і електронне табло. У 2010 році розпочато встановлення системи підігріву газону. Старі бігові доріжки не зазнавали змін з 1973 року, а друга трибуна досі відсутня, хоча її будівництво заплановано в майбутньому. Єдина трибуна орієнтована до сонячного боку, що особливо впливає на комфорт перегляду матчів вболівальниками.